# Elias Cirne Lima
Elias Cirne Lima (Belém do Pará, 27 de outubro de 1882 — Porto Alegre, 16 de setembro de 1966) foi um professor e dentista brasileiro.
Filho do nobre e magistrado Francisco de Sousa Cirne Lima, barão de Santa Cândida, e de D. Cândida Cordeiro Cirne Lima, baronesa de Santa Cândida. Seu pai, nascido em Pernambuco e membro de uma tradicional família pernambucana, era primo de segundo grau do regente Araújo Lima, marquês de Olinda, o último do período regencial brasileiro. Tendo seu pai sido agraciado com o título nobiliárquico de barão de Santa Cândida por El-Rei Dom Luís I de Portugal em 28 de julho de 1882.
Fez seus primeiros estudos no Rio de Janeiro e veio jovem para Porto Alegre, onde formou-se em Odontologia, então parte da Faculdade de Medicina de Porto Alegre. Foi nomeado por concurso professor da mesma faculdade, sendo um pioneiro da Odontologia no Rio Grande do Sul. Fundou e foi primeiro diretor da Faculdade de Odontologia da Pontifícia Universidade Católica do Rio Grande do Sul.
Casou-se com Judith Machado Masson, com quem teve os seguintes filhos: Rui Cirne Lima, Zilda Cirne Lima e Heitor Masson Cirne Lima.